# Gress (Lewis and Harris)
Gress, schottisch-gälisch Griais, ist ein Weiler auf der schottischen Hebrideninsel Lewis and Harris.

## Lage
Die Ortschaft liegt auf Lewis, dem Nordteil der Doppelinsel, an der Nordküste der Meeresbucht Broad Bay. Etwa 1,5 Kilometer bis 4,5 Kilometer südlich befinden sich die ineinander verwobenen Weiler Lighthill, New Street, Back, Vatisker und Coll. Sieben Kilometer nordöstlich liegt der Weiler North Tolsta, während Stornoway, der Hauptort der Insel, sich elf Kilometer südwestlich befindet. Durch Gress verläuft die B895, eine Stichstraße die jenseits von Tolsta endet.

## Geschichte
An der Küste bei Gress belegen zwei Souterrains die eisenzeitliche Besiedlung der Umgebung. Auf einem Hügel nordwestlich der Ortschaft befindet sich der denkmalgeschützte Cairn Carn a’Mharc. Am Südrand befinden sich die Ruinen der präreformatorischen St Aula’s Church (auch Teampall Amhlaigh, „St-Olafs-Kirche“).
In den 1820er Jahren entstand die Villa Gress Lodge, die zu einem Kornmühlenkomplex gehörte. Gress entwickelte sich als Crofter-Siedlung. Nachdem William Lever, 1. Viscount Leverhulme Lewis and Harris erworben hatte, plante er die wirtschaftliche Entwicklung der Insel. In Gress plante er in den frühen 1920er Jahren die Einrichtung eines großen milchwirtschaftlichen Komplexes zur Versorgung von Stornoway. Dessen Entwicklung blieb jedoch, auch wegen Land Raids, aus und wurde nach Levers Ableben 1925 nicht weiterverfolgt. An die Land Raids erinnert das Gress Land Raiders Monument an der Mündung des Coll in die Broad Bay.
Von 1961 bis 1971 sank die Einwohnerzahl von Gress von 145 auf 124.